# Grauwe aaskortschildkever
De grauwe aaskortschildkever (Creophilus maxillosus) is een kever uit de familie kortschildkevers (Staphylinidae).

## Naam en indeling
De wetenschappelijke naam van de soort werd voor het eerst voorgesteld door Carl Linnaeus in 1758. Oorspronkelijk werd de wetenschappelijke naam Creophilus maxillosus maxillosus gebruikt. De kever werd lange tijd tot het geslacht Staphylinus gerekend. De soortaanduiding maxillosus betekent vrij vertaald 'groot'.
De kever staat bekend onder verschillende andere Nederlandse namen, zoals grauwe aaskortschild, donkere kortschildkever en grijsharige roofkever.

### Ondersoorten
De soort wordt verdeeld in twee ondersoorten die onderstaand zijn weergegeven, met de auteur en het verspreidingsgebied. Sommige bronnen melden nog twee andere ondersoorten die ook wel als variëteiten worden gezien: Creophilus maxillosus ciliaris en Creophilus maxillosus cinerarius.
| Naam                           | Auteur            | Verspreidingsgebied                     |
| ------------------------------ | ----------------- | --------------------------------------- |
| Creophilus maxillosus          | Linnaeus, 1758    | Overige delen van het areaal.           |
| Creophilus maxillosus villosus | Gravenhorst, 1802 | Noord-Amerika; Canada, Verenigde Staten |

## Uiterlijke kenmerken
De kever bereikt een lichaamslengte van vijftien tot 22 millimeter en is daarmee een van de grootste Europese kevers. Het lichaam is zwart van kleur en vrij sterk afgeplat, de relatief grote kop draagt langwerpige, platte ogen, de antennes zijn vrij kort maar breed, de elf antenneleden worden naar het uiteinde toe steeds breder. De antennes en poten zijn zwart van kleur maar hebben een gele tot oranje beharing. De poten dragen altijd vijf tarsusleden. De kaken zijn groot en lang en zijn voorzien van naar binnen gerichte tanden op het eerste deel, het tweede deel van de kaak is langwerpig en inwaarts gekromd. Mannetjes zijn van vrouwtjes te onderscheiden doordat deze laatsten een beduidend smallere kop hebben.
De kop het het pronotum (halsschild) hebben een glanzend oppervlak, zijn zwart van kleur en onbehaard. Het borststuk inclusief het scutellum en het achterlijf zijn voorzien van een fijne, onregelmatige en vlekkerige lichtgele tot witte beharing. Op het achterste deel van de voorvleugels vormt de beharing vaak een dwarsband. De voorvleugels zijn kort en laten de laatste zes tot zeven achterlijfssegmenten onbedekt, de beide voorvleugels vormen een vierkant. Eke voorvleugel draagt een rij van zes tot acht putjes in de lengte die ondanks de beharing goed te zien zijn. De achtervleugels zijn goed ontwikkeld maar de kever vliegt zelden.
De larve heeft een gelige tot bruine lichaamskleur en een brede maar langwerpige lichaamsvorm met duidelijk zichtbare looppoten. De kop en het halsschild zijn voorzien van een stevige chitineuze bepantsering, aan de bovenzijde is ieder lichaamssegment voorzien van gepaarde, dikke tergieten. Het achterlijf draagt twee duidelijke, langwerpige achterlijfsaanhangsels (cerci.

## Levenswijze

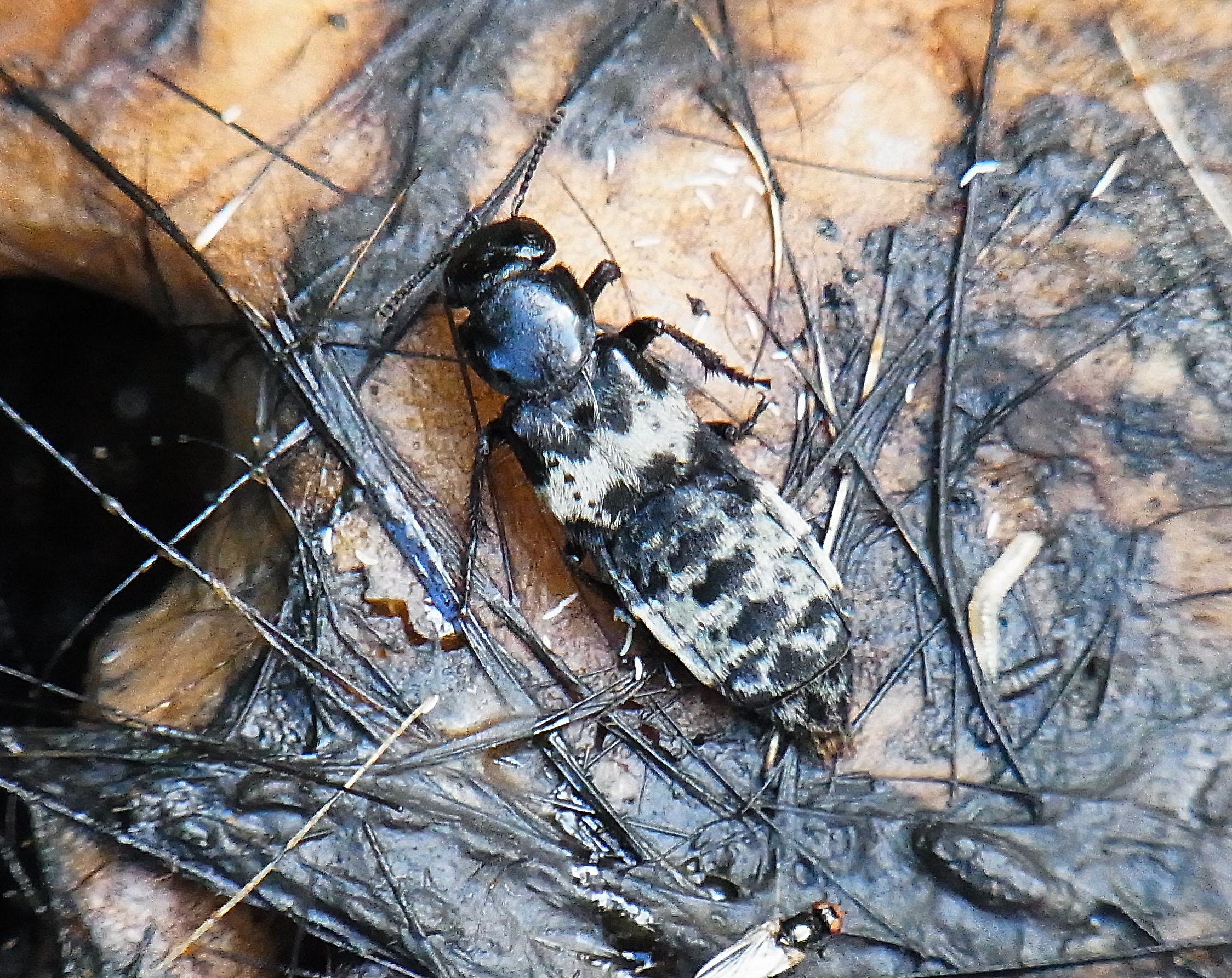
Een exemplaar uit noordelijk Spanje op een kadaver van een wild zwijn (Sus scrofa).

De volwassen kevers zijn het gehele jaar actief zolang de temperaturen niet te laag zijn, ze worden vanaf de vroege lente gezien. Ze leven hoofdzakelijk van insecten, en dan vooral de larven van tweevleugeligen. Ook dode karkassen van allerlei dieren worden gegeten, de volwassen kevers worden sterk aangetrokken door rottend organisch materiaal. De kever vliegt niet vaak maar kan grote afstanden afleggen op zoek naar voedsel. Soms worden rottende paddenstoelen en mest als voedsel gebruikt. De larven van de grauwe aaskortschildkever zijn eveneens roofzuchtig en leven van andere ongewervelde dieren, met name vliegenlarven die in mest leven.
Bij verstoring kan de kever wegvliegen of zich oprollen tot een bal en zich enige tijd stilhouden, het dier kan zich ook verstoppen in kieren en spleten. Soms wordt een dreighouding aangenomen waarbij het achterlijf bovenlangs naar voren wordt gekromd en de kaken worden gespreid. Daarnaast kan de kortschildkever een stinkende afweerstof uitscheiden uit klieren aan de bovenzijde van het zevende achterlijfssegment om belagers zoals mieren af te schrikken. Als het dier wordt opgepakt kan het met de kaken verwondingen toebrengen bij mensen.
De vrouwtjes zetten de melkwitte, twee tot drie millimeter brede eieren af in de bodem, vaak in de buurt van mest waarin keverlarven leven die als voedsel dienen voor de larven. De vrouwtjes kunnen acht eieren per dag afzetten en ongeveer 500 stuks gedurende hun leven. Binnen drie generaties kan een enkel vrouwtje ruim 400.000 vrouwelijke nakomelingen voortbrengen, rekening houdend met de natuurlijke mortaliteit. De larven komen na ongeveer vier dagen uit en kent net als andere kortschildkevers drie ontwikkelingsstadia die de instars worden genoemd. In het eerste instar bereikt de larve een lichaamslengte van zes tot negen millimeter en het tweede instar is ongeveer tien tot vijftien mm lang. In het derde stadium bereikt de larve een lengte van vijftien tot 25 mm, iets langer dan het volwassen dier. De larven ontwikkelen zich relatief snel en verpoppen na ongeveer twee weken. De larve maakt hiertoe eerst een popkamer in de bodem, na twee tot drie weken sluipt de pop uit en komt het imago tevoorschijn.

## Verspreiding en habitat
De soort komt voor in delen van het Holarctisch gebied en komt vrij algemeen voor in delen van Europa inclusief het Verenigd Koninkrijk. De soort is te vinden in delen van Azië tot in Japan en het Midden-Oosten zoals Syrië en Iran. In de twintigste eeuw is de kortschildkever geïntroduceerd in Noord-, Midden- en Zuid-Amerika en komt tegenwoordig ook voor in Canada, de Verenigde Staten, Mexico en zuidelijk tot Chili, Argentinië. De grauwe aaskortschildkever verspreidt zich steeds verder, zo is de soort pas sinds 2006 bekend in Peru. Daarnaast zijn er nieuwe populaties gevonden in Irak en op het Amerikaanse eiland Hawaï.
De habitat bestaat uit bossen, verstuivingen, duinen en zelfs langs stranden is de soort gevonden. Ook in door de mens aangepaste streken zoals tuinen, weilanden en kan de kever worden gevonden. De kever prefereert een vochtige omgeving en wordt vaak aangetroffen in de buurt van oppervlaktewateren zoals vijvers en meren. De microhabitat bestaat uit boomschors, delen van de strooisellaag en in composthopen.
De kever wordt beschouwd als een natuurlijke bestrijder van vliegen, omdat de larven grote hoeveelheden vliegenlarven eten in mest en dode karkassen. Hierdoor wordt de overlast van vliegen kleiner en worden ziektes die door vliegen worden overgedragen minder snel verspreidt. De soort wordt soms gebruikt bij de forensische opsporing, om te bepalen hoelang geleden een aangetroffen lichaam is overleden. Soms komen de kevers ook in woningen voor, als hier rottend organisch materiaal aanwezig is zoals dode ratten.

## Afbeeldingen

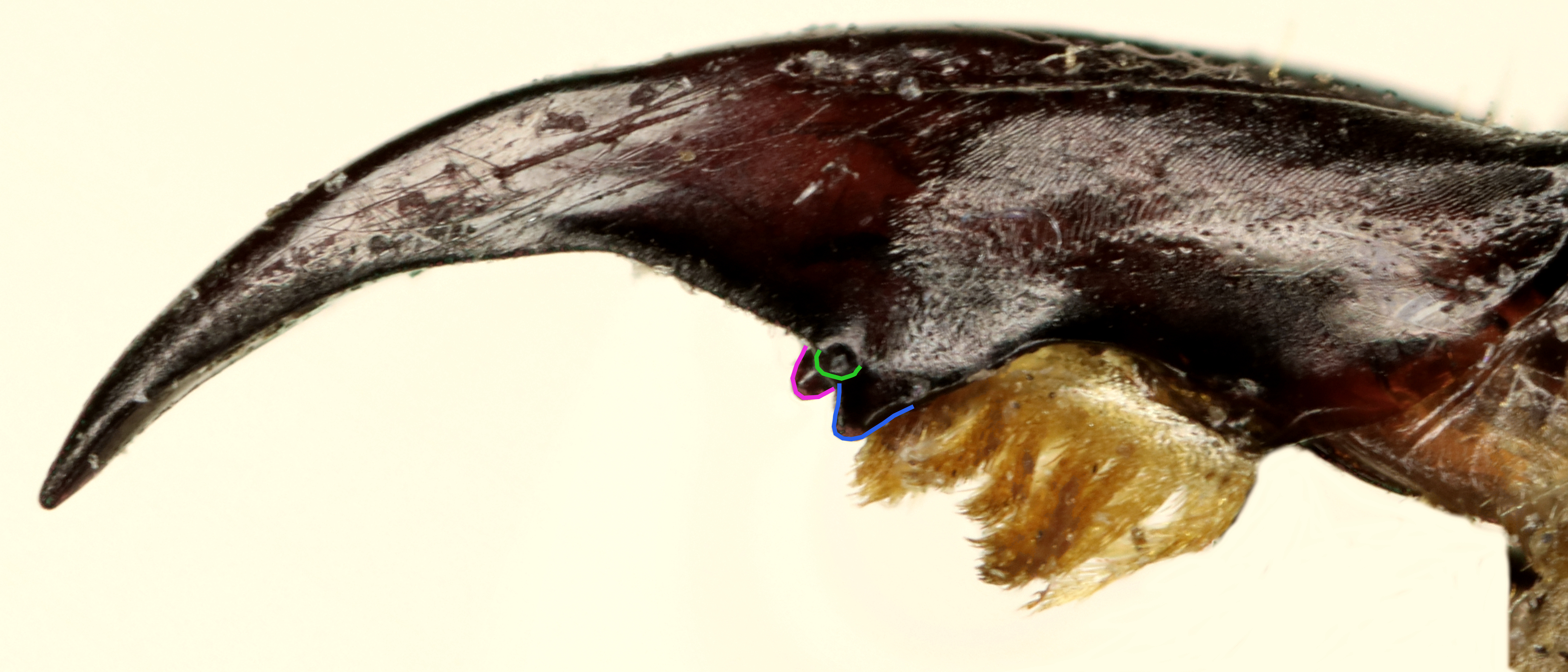
Detail van de rechter mandibel.
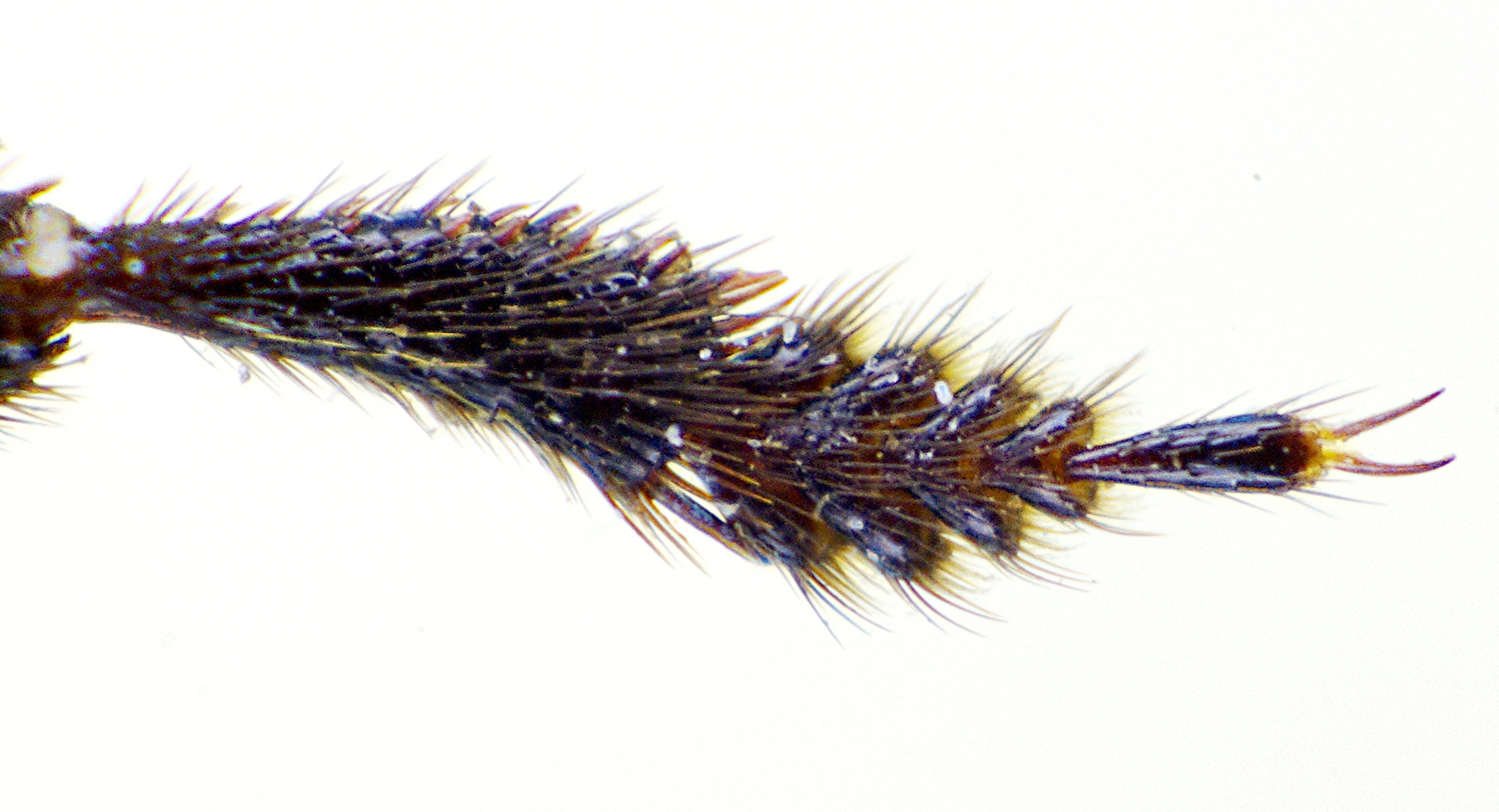
Detail tarsus van de voorpoot.
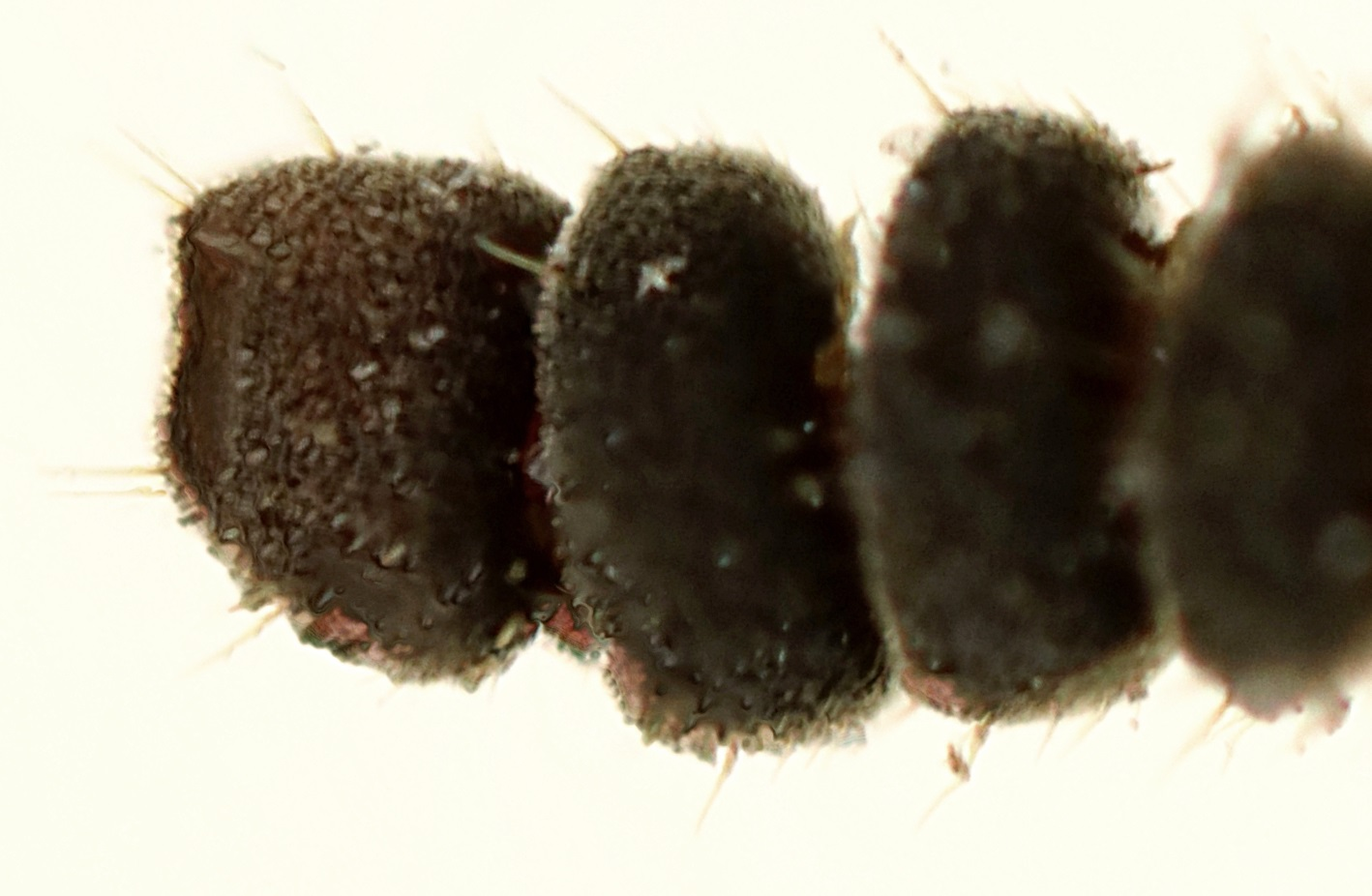
Detail uiteinde antenne.
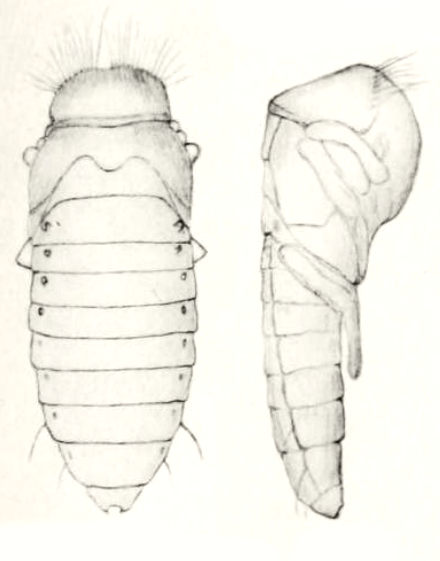
Pop